# Riceville (comté de Fulton, Kentucky)
Pour les articles homonymes, voir Riceville.
La zone non incorporée de Riceville est située dans le comté de Fulton, dans le Commonwealth du Kentucky, aux États-Unis .

## Source
- (en) Cet article est partiellement ou en totalité issu de l’article de Wikipédia en anglais intitulé « Riceville, Fulton County, Kentucky » (voir la liste des auteurs).

1. ↑  (en) « Riceville (comté de Fulton, Kentucky) », Geographic Names Information System